# Celine (marque)
Celine est une entreprise française de prêt-à-porter féminin et masculin ainsi que de maroquinerie fondée en 1945 par Céline Vipiana, notamment connue pour ses sacs à main.
Elle fait partie du pôle Mode & Maroquinerie du groupe LVMH - Moët Hennessy Louis Vuitton, et a été longtemps reconnaissable aux maillons formant un double « C », malgré l'existence au cours de son histoire de divers logos. En novembre 2014, la marque installe son siège social au 16 rue Vivienne, à Paris, dans l’hôtel particulier Colbert de Torcy, inscrit au titre des monuments historiques.
LVMH annonce la nomination de Séverine Merle au poste de PDG de Céline, à compter du 1er avril 2017.
En octobre 2024, le groupe LVMH annonce la nomination de Michael Rider à la direction artistique et créative de Céline, succédant à Hedi Slimane.

## Historique

### Création de la marque
Céline Vipiana, née en 1920, fonde avec son mari en 1945 un magasin de chaussures sur mesure pour enfants à Paris, boutique connue comme « le bottier pour enfants ». Le magasin est installé au 52 rue de Malte à Paris. Trois ans plus tard, ce sont trois nouvelles boutiques qui voient le jour à Paris.
Le premier logo, un éléphant rouge, décliné sous forme de miniature offerte aux enfants passant par la boutique est créé par Raymond Peynet.

### Nouveau positionnement
C'est seulement en 1960 que l'orientation vers la mode féminine est prise avec des accessoires de maroquinerie, dont des gants, des sacs, ou des mocassins.
Vent Fou, le premier parfum est lancé en 1964 suivi deux ans plus tard d'une ligne d'accessoires avec un nouvel emblème : un sulky américain. Mais c'est en 1967 que la marque étend ses gammes une fois de plus avec l'apparition d'une collection de prêt-à-porter intitulée « Couture Sportswear », connue pour ses jupes culottes, et ses ensembles jupe avec chemisier.
Le logo change de nouveau en 1973 avec un dessin inspiré par les maillons de chaîne entourant l’Arc de Triomphe à Paris et formant deux initiales « C » entrelacées pour former un blason.
Trois ans plus tard, l'expansion à l'étranger commence avec l'ouverture de boutiques dans de grandes capitales européennes, suivie de l’Asie, pour atteindre le nombre de 80 en 1987.

### Achat par LVMH
En 1987, Bernard Arnault entre au capital de la marque ; mais c'est seulement en 1996 que Céline entre dans le groupe LVMH,, juste après l'entrée de la marque à la Fédération française de la couture quelques mois auparavant. LVMH permet l’ouverture d’une boutique Céline au 36 avenue Montaigne à Paris.
En novembre 2014, la marque installe son siège social au 16 rue Vivienne, à Paris, à l’hôtel particulier Colbert de Torcy, inscrit au titre des monuments historiques.

## Designers
Après Céline Vipiana, Peggy Huynh Kinh, nommée par Bernard Arnault, reprend la direction artistique de la maison en 1988. Elle modernise la marque et initie les collections saisonnières pour l’accessoire. L'Américain Michael Kors est nommé directeur artistique en 1997. Il valorise les accessoires et les sacs à main, et développe un style plus luxueux pour la marque.
Le créateur italien Roberto Menichetti prend la suite de Michael Kors en avril 2004 avec des collections plus épurées.
La croate Ivana Omazic (anciennement chez Prada, Jil Sander AG, ou Miu Miu) devient directrice artistique du prêt-à-porter fin 2005 et modernise la marque, tout en faisant référence aux modèles créés par Céline Vipiana.

### Phoebe Philo
L'anglaise Phoebe Philo arrive à la direction artistique en octobre 2008 ; elle occupe ce poste depuis Londres, et réorganise toute l'entreprise
Phoebe Philo développe l'image de Céline par un prêt-à-porter minimaliste, élégant, et féminin, avec l’utilisation reconnue, depuis sa première collection Printemps-été 2010, des tons beiges et blancs, de chemisiers, de pantalons,, vanille, ou gris, mais pas seulement. Dans ses collections, Phoebe Philo cherche avant tout la simplicité.

### Hedi Slimane
Hedi Slimane est nommé directeur de la création artistique et de l'image de Celine le 21 janvier 2018,. Cette nomination s'accompagne de l'annonce du lancement des collections de mode masculine, de couture et de parfums, qu'il supervise en plus des collections féminines,.
Dès son arrivée, en février de la même année, Hedi Slimane souhaite marquer une nouvelle vision qui semble ne pas prendre en compte l'héritage de la marque. Il efface les publications Instagram de Phoebe Philo, retire l'accent aigu du nom de la marque (Céline devient Celine) et refond le logo,. À l'origine Celine s'écrivait déjà sans accent et il reprend l'ancien logo dans ses collections. Le Groupe LVMH modifie ainsi la feuille de route de Celine et fait savoir son souhait d'en faire « une des maisons françaises les plus emblématiques ».
En septembre 2018, Hedi Slimane présente sa première collection, Celine 01, que la presse anglo-saxonne dénonce comme un retour en arrière de plusieurs décennies et la fin de l'époque où Celine définissait ce que signifiait être une femme intelligente, adulte, ambitieuse,.
Certains médias déplorent ainsi une image jugée « vulgaire », « outrageante » et rétrograde de la femme que renverrait cette collection, un an après le lancement du mouvement #MeToo,. Pour cette présentation, il fait totalement l'impasse sur l'héritage de Phoebe Philo et ses tendances minimalistes ce qui provoque des réactions variées car trop en rupture avec les collections antérieures de la marque,. « Deux ans auparavant, lorsque M. Slimane a quitté la mode et Saint Laurent, le monde était différent » écrit le New York Times. Face à la virulence de ces critiques, le créateur change sa ligne de conduite et montre une collection nettement plus sobre en mars 2019,.
Il présente cette même année la première collection Celine homme au cours d'un défilé masculin, lance le parfum puis dessine un nouveau concept architectural pour les boutiques de la marque.
En juillet 2020, Hedi Slimane présente sa collection homme printemps-été 2021 dans une vidéo tournée au circuit du Castelet en France, pendant le confinement. En 2021 puis les années suivantes, il se dissocie du calendrier officiel du prêt-à-porter parisien  et présente ses collections homme et femme dans un format de film court, mettant en avant des lieux mythiques comme le Château de Chambord, la Baie des Anges de Nice, l'hôtel de la Marine à Paris, The Wiltern à Los Angeles, la Bibliothèque Nationale de France à Paris ou bien encore le désert du Mojave aux États-Unis. En avril 2021, Hedi Slimane présente sa collection femme automne-hiver 2021 dans une vidéo tournée au château de Vaux-le-Vicomte,, dans le contexte du confinement.
En 2023, il signe pour Celine une campagne publicitaire en photographiant Bob Dylan. Une démarche artistique qui s'inscrit dans son projet de photographie de musiciens et d'artistes de différentes époques,.
Il propose la même année sa vision de la voiture Mini Moke à l'occasion de la campagne "La Collection de Saint-Tropez".
Le groupe LVMH annonce que Celine, sous la direction d'Hedi Slimane, dépasse les deux milliards d’euros de ventes pour l'exercice 2022.
En 2023, le groupe LVMH annonce que Celine dépasse les deux milliards d’euros de ventes pour l'exercice 2022.

## Distribution
De nos jours, Celine est distribué dans plus d'une centaine de points de vente dans le monde, à la décoration très épurée, dont plusieurs à Paris. La marque est également distribuée dans des grands magasins.

## Modèles de sacs
Quelques modèles de sacs à main ont été remarqués par les médias et le public :
- le Poney[22]
- le Boogie (2002)[61]
- le Classic (fin 2009)[62]
- le Luggage (2010)[63]
- le « médecin » (été 2011)[64]